# San Fructuoso (Tineo)
San Fructuoso (oficialmente en asturiano: San Frichosu) es una aldea y una parroquia española del concejo de Tineo, en Asturias. 

## Geografía
La parroquia está situada al noroeste de la villa de Tineo, capital del concejo. Ocupa una extensión de 7,37 km².

## Historia
Hacia mediados del siglo XIX, la parroquia, ya por entonces perteneciente al municipio de Tineo, tenía contabilizada una población de 300 habitantes. Aparece descrita en el octavo volumen del Diccionario geográfico-estadístico-histórico de España y sus posesiones de Ultramar de Pascual Madoz con las siguientes palabras:

FRUCTUOSO (San): felig. en la prov. y dióc. de Oviedo (12 leg.), part. jud. de Cangas de Tineo (4), ayunt. de Tineo (2 1/2): sit. á las inmediaciones del r. Barcena, en terreno pendiente, donde la combaten principalmente los aires del N. reinando en algunas temporadas con bastante fuerza los de E. y O.; el clima es benigno, y las enfermedades comunes reumas. Tiene 60 casas repartidas en los l. de Genestosa, Paniceros, Orderias y San Fructuoso; hay escuela de primeras letras frecuentada por 20 niños. La igl. parr. (San Fructuoso), de la cual es aneja la de Sta. Maria de Francos, está servida por un cura de primer ascenso y patronato de S. M. Tambien hay un llano circuido de robles, una ermita dedicada á Ntra. Sra. Confina el térm. N. Muñalen; E. Calleras; S. Francos, y O. Barzana. El terreno es de mediana calidad: le bañan distintos arroyos, cuyas aguas sobrantes van al mencionado r. Barcena y al de Troncedo; existiendo sobre el primero 2 puentes de poca importancia. El monte de Revollo al O. de Paniceros, se halla poblado de robles y castaños; habiendo ademas diferentes prados naturales con abundancia de yerbas de pasto. Los caminos dirijen á Luarca y Tineo, en mal estado. El correo se recibe de dicha última v. tres veces á la semana. prod.: trigo, escanda, centeno, maiz, mijo, castañas, habas, avellanas, cáñamo, lino, patatas, hortaliza y frutas; se cria ganado vacuno, de cerda, lanar y algun caballar; caza de perdices y codornices, y pesca de truchas y anguilas. ind.: la agrícola y algunos molinos harineros. pobl.: 60 vec., 300 alm. contr. con su ayunt. [V.]
(Madoz, 1847, p. 197)

## Demografía
En 2024, la entidad colectiva de población de San Fructuoso tenía empadronados 92 habitantes, repartidos entre las entidades singulares de población de Genestosa (con 13), Orderías (con 17), Paniceros (con 33) y San Fructuoso (con 29).